# Lars-Erik Bengtsson
Willy Lars-Erik Bengtsson (Solna, 28 maggio 1942) è un ex nuotatore svedese.

## Carriera
Stileliberista, debuttò appena sedicenne ai campionati europei di nuoto 1958, dove si piazzò ottavo nella gara dei 1500 m stile libero.
Due anni più tardi, prese parte alle Olimpiadi di Roma: nella gara individuale dei 1500 m stile libero non riuscì ad accedere alla finale, classificandosi undicesimo dopo le batterie nonostante avesse fatto registrare il nuovo record nazionale nella specialità; con la staffetta 4x200 m stile libero giunse invece in finale, ottenendo il sesto piazzamento.
In seguito fu convocato per gli Europei di nuoto del 1962, dove si piazzò settimo nella gara dei 1500 m stile libero e conquistò la medaglia d'oro nella staffetta 4x200 m stile libero insieme ai compagni Hans Rosendahl, Per-Ola Lindberg e Mats Svensson.
Iscritto tra i partecipanti dei 1500 m stile libero alle Olimpiadi di Tokyo nel 1964, non disputò la gara.
In carriera, Lars-Erik Bengtsson ottenne nove ori, quattro argenti e due bronzi ai campionati nazionali in vasca lunga, nonché quattro ori, un argento e due bronzi ai campionati nazionali in vasca corta.

## Palmarès
| Giochi olimpici          | 1500 m st. libero       | 4 × 200 m st. libero |
| 1960 Roma Italia         | 11º in batteria 18'19"7 | 6º 8'31"0            |
| 1964 Tokyo Giappone      | DNS                     | ---                  |
| Campionati europei       | 1500 m st. libero       | 4 × 200 m st. libero |
| 1958 Budapest Ungheria   | 8º 19'12"2              | ---                  |
| 1962 Lipsia Germania Est | 7º 18'32"5              | Oro: 8'18"4          |